# Eragrostis basedowii
Eragrostis basedowii är en gräsart som beskrevs av Elizabeth Elisabeth Jedwabnick. Eragrostis basedowii ingår i släktet kärleksgrässläktet, och familjen gräs. Inga underarter finns listade i Catalogue of Life.